# Kristina Larsson
Birgit Kristina Larsson (Malmö, 14 gennaio 1944) è un'ex nuotatrice svedese.
Specializzata nello stile libero, ha partecipato ai Giochi di Roma 1960, gareggiando nei 100m farfalla e nella Staffetta 4×100m sl.
È la sorella di Karin Larsson e di Gunnar Larsson, anch'essi nuotatori olimpici.